# Austenland
Austenland ist eine romantische Komödie aus dem Jahr 2013 von Regisseurin Jerusha Hess mit Keri Russell in der Hauptrolle. Der Film basiert auf dem Buch von Shannon Hale aus dem Jahr 2007 und handelt von einer Mitt-Dreißigerin, die von Jane Austen besessen ist. Sie reist nach England ins Austenland, wo die Ära von Jane Austen zum Leben erweckt wurde.

## Handlung
Jane Hayes ist Mitte 30 und, nach einigen Fehlschlägen, immer noch Single. Ein Grund dafür könnte laut ihrer besten Freundin ihre Besessenheit von Jane Austen und der Romantik in deren Büchern sein. Deshalb kratzt sie all ihre Ersparnisse zusammen und fliegt nach England ins Austenland, um ihren wahren Mr. Darcy zu finden.
In Austenland werden zahlreiche Darsteller beschäftigt, um Dienstboten und, für die ausschließlich weiblichen Gäste, romantische Helden zu spielen. Auch die Gäste geben sich selbst neue Namen. Jane macht schnell Bekanntschaft mit der offenherzigen „Miss Charming“, einer reichen Erbin, der es vor allem darum geht, in Austenland Männer kennenzulernen und ihnen nahe zu kommen. Eine Romanze mit einem männlichen Darsteller ist im „Austenland-Paket“ inbegriffen, Berührungen jeglicher Art aber verboten, was Miss Charming jedoch geflissentlich überhört.
Schon beim ersten Betreten des Salons werden die Charaktere „austengerecht“ eingeführt: Die distinguierte Besitzerin von Austenland Mrs. Wattlesbrook, welche die Damen in die Gesellschaft einführt und Jane dabei herablassend als arme, unverheiratete Waise vorstellt; der alle Damen mit überschäumenden Komplimenten umschwärmende, ziemlich wahllose Colonel Andrews; die schöne, blonde, in Konversation versierte und zudem reiche Lady Amelia und schließlich der von dieser scheinbar angeschwärmte, jedoch abgehoben und arrogant wirkende Neffe des Hauses, Mr. Nobley – all diese Figuren wirken tatsächlich ein wenig wie aus einem Austen-Roman entliehen. Einzig Miss Charming in ihrer frivolen, aber sehr ehrlichen Art passt nicht ganz ins Bild und unterstreicht dadurch die Surrealität der Situation. Während sich Miss Charming mit Colonel Andrews vergnügt und die gespielte Aufmerksamkeiten auch der anderen Männer genießt, zieht Jane gleich zu Beginn die Aufmerksamkeit von Mr. Nobley auf sich, dem sie jedoch nicht sehr geneigt ist, da er arrogant wirkt und auch keine hohe Meinung von Frauen zu haben scheint. Die eifersüchtige Amelia bemerkt daraufhin laut und treffend, dass das Mann-Frau-Verhältnis im Raum ungleichmäßig sei und Jane eigentlich überflüssig wäre.
Bei einem Reitausflug und Schießübungen erhält Jane viel Aufmerksamkeit und Unterstützung von dem Stallburschen Martin. Als ihr Pferd lahmt, verspricht er, ihr ein neues zu holen und lässt sie im Wald zurück. Dort zieht jedoch ein Gewitter auf. Durchnässt und frierend wird Jane von dem Mr.-Darcy-Abbild Mr. Nobley aufgespürt, der sie auf seinem Pferd zum Haus zurückbringt und dem Stallburschen Vorwürfe macht, sie allein gelassen zu haben.
Weil Jane nur das Kupferpaket gebucht hat, wird sie von einigen Mitgliedern des Hauses geringschätzig behandelt und von einigen Aktivitäten ausgeschlossen. Deshalb beginnt sie bald, sich immer häufiger zurückzuziehen und Ablenkung zu suchen. Diese findet sie in dem Stallburschen Martin, der eindeutig mit ihr flirtet und zu dem auch sie sich hingezogen fühlt, da er das einzig Reale auf dem Anwesen zu sein scheint. Sie brechen gemeinsam einige Regeln von Austenland (keine neumodischen Geräte und Ausdrücke, keine Berührungen, Sitten und Anstand passend zum Regency). Ein paarmal beobachtet Mr. Nobley Jane, als sie versucht, sich zu Martin zu schleichen und hält sie auf, worauf sie gereizt reagiert. Als jedoch einmal des Nachts bei einem Versuch, zu Martin zu gelangen, der alte Mr. Wattlesbrook, der Mann der Hausherrin über sie herzufallen versucht, ist es auch Mr. Nobley, der ihr sofort zu Hilfe eilt.
Bald taucht ein weiterer Schauspieler auf, der den reich gewordenen Kapitän Georg East darstellt und sich sehr um Jane bemüht. Martin, der dies beobachtet, macht ihr deshalb später eine Szene und die gerade aufkeimende Beziehung der beiden scheint daran zu zerbrechen.
Zunächst am Boden zerstört, beschließt Jane jedoch nach kurzer Zeit, ihre ganzen Ersparnisse nicht umsonst verschleudert zu haben und nun den Aufenthalt in Austenland erst recht und genau so genießen zu wollen, wie er gedacht war: Sie will sich in das Spiel stürzen und die gespielte Aufmerksamkeit genießen, ihren eigenen Roman spielen. Miss Charming hilft Jane dabei, sich besser zu fühlen, indem sie ihr schönere Kleider besorgt als es ihr durch das Kupferpaket ermöglicht würde.
Die Herren des Austenland reagieren tatsächlich erfreut auf die verwandelte, plötzlich offener wirkende Jane, jedoch ist ihre Freude nur von kurzer Dauer: Die Besitzerin von Austenland hat Janes Handy in ihren Kleidern gefunden – ein Vergehen, das in Austenland mit sofortiger Abreise gestraft wird, sofern man nur das Kupferpaket gebucht hat. Amelia jedoch setzt sich völlig überraschend für Jane ein und behauptet, Jane habe das Handy nur für sie versteckt. Jane darf bleiben und erfährt recht bald, dass die Hilfe Amelias nicht selbstlos und ohne Preis war: Amelia fürchtet um die Aufmerksamkeit des Kapitäns, dessenthalben sie überhaupt nach Austenland gekommen ist. Sie befiehlt Jane, ihr dabei zu helfen, Zeit mit dem Kapitän allein zu bekommen, wenn sie „ihre Geheimnisse“ nicht an die Hausherrin verraten soll. Schon bald hat Jane Gelegenheit, ihr diesen Gefallen zu tun, als Spielpaare für ein von der Hausherrin geschriebenes Theaterstück gesucht werden. Jane muss gemeinsam mit Mr. Nobley spielen. Die beiden führen ähnlich neckende, hinterfragende Dialoge, wie sie aus den Romanvorlagen bekannt sind und geben ein hübsches Paar. Mr. Nobley entdeckt Janes Skizzenbuch und fragt sie, warum sie ihn öfter gezeichnet habe als die anderen. Sie antwortet: Weil sie versucht habe, ihn zu ergründen, was ihr aber nicht gelungen sei.
Als sie jedoch Martin einmal kurz allein begegnet, zieht dieser sie plötzlich an sich und küsst sie, als wäre nichts gewesen. Jane wirkt verwirrt, führt ihren Flirt mit Mr. Nobley jedoch trotzdem weiter. Beim Theaterstück, das durch und durch lächerlich wirkt, radebrecht Mr. Nobley seinen Text viel zu leise, nur die letzten Worte spricht er laut und deutlich und mit einem tiefen Blick in Janes Augen: Er liebe sie. Lachend laufen die beiden nach dem Theaterstück davon und landen schließlich auf Janes Zimmer, wahren dann jedoch die Etikette und Mr. Nobley verlässt sie wieder, aber nicht ohne sich die ersten beiden Tänze auf dem Ball versprechen zu lassen.
Auf dem Ball finden sich die Paare, überall werden die erwarteten falsche Liebesschwüre und Eheversprechen heruntergebetet. Als nach den ersten Tänzen auch Mr. Nobley Jane seine Liebe gesteht, flüchtet diese, da ihr klar geworden ist, dass dieses vermeintlich für sie bestimmte Schauspiel sie nicht glücklich macht. Sie sehnt sich nicht mehr danach, Romane zu erleben, sie möchte in der Realität leben, etwas Wirkliches erleben. Sie sucht Martin. Mit ihm will sie ihre restliche freie Zeit verbringen und er scheint darüber sehr erfreut.
Im Abschlussgespräch mit der Leiterin von Austenland erfährt Jane jedoch vollkommen unvorbereitet, dass nicht Mr. Nobley ihr vorbestimmt war, wie sie geglaubt hatte, sondern – passend zum Kupferpaket – der Stallbursche Martin. Sie begreift, dass all die schönen Erlebnisse mit Martin nur Programm waren. Unglaublich verletzt droht Jane der Herrin von Austenland, sie wegen ihres zudringlichen Mannes zu verklagen und fährt enttäuscht zum Flughafen. Dort wird sie von Martin abgefangen, der ihr nachgeschickt worden war, um „die Wogen zu glätten“. Mitten in dem darauf entbrennenden Streit mit Martin taucht auch Mr. Nobley auf. Beide Männer behaupten, Jane wirklich zu lieben, aber Jane kann über all diese Schauspielerei nur noch lachen. Enttäuscht und entzaubert fliegt sie nach Hause.
Nachdem Jane ihre romantisierte und an Jane Austen Romane angepasste Wohnung ein wenig entrümpelt und ihre beste Freundin eingeladen hat, taucht statt dieser plötzlich Mr. Nobley in ihrer Wohnung auf – angeblich, um ihr das vergessene Skizzenbuch zurückzubringen. Er erklärt ihr, dass er kein Schauspieler sei, sondern wirklich der Neffe der Hausherrin, wirklich Henry Nobley heiße und Geschichtsprofessor sei. Nur aus Neugier und um Urlaub zu machen, sei er dort zu Besuch gewesen, ohne die Absicht oder den Gedanken, sich zu verlieben – was nun aber leider doch geschehen sei. Jane versucht zunächst, ihm auszuweichen und behauptet, sie glaube nicht mehr an die Liebe, sie sei nichts reales. Der Professor lässt sie so leicht aber nicht davonkommen und macht ihr klar, dass er und sie durchaus etwas sehr reales sind...
Im Abspann erfährt man, dass Miss Charming Austenland aufgekauft und daraus einen recht typischen, kommerzialisierten Vergnügungspark gemacht hat, der nichts mehr mit dem ursprünglichen Gedanken von Austenland zu tun hat. Man sieht alle bekannten Figuren, auch Jane und Henry, darin ihren liebsten Tätigkeiten oder kleinen Verrücktheiten nachgehen.

## Rezensionen
Kino-zeit.de meint zu Austenland: „Austenland ist lockere Unterhaltung, eine nur durch die Idee des Settings originelle RomCom, die in erster Linie Frauen und Fans von Jane Austen ansprechen wird. Aber das ist im Grunde ja ein- und dasselbe.“
Groarr-Filmmagazin schreibt zu Austenland: „Gerade weil der Film für die Protagonistin aber nicht vorgibt, Mr. Perfect zu finden, sondern sich der eigenen Lebenssituation bewusst zu werden, den rosaroten Schleier des nie zu erreichenden Idealzustandes endlich zu lüften, sich einiger Altlasten zu entledigen und mit frischem Gemüt voranzuschreiten, kann die formelhafte Zusammensetzung der Genre-Konventionen zwar nicht umschifft, aber immerhin etwas weiter gefasst werden, was entsprechende Genre-Vertreter der letzten Jahre nicht einmal im Ansatz versuchten.“